# コソボ解放軍
コソボ解放軍（コソボかいほうぐん、アルバニア語:Ushtria Çlirimtare e Kosovës; UÇK）は、コソボのアルバニア人による戦闘組織であり、ユーゴスラビア連邦共和国からのコソボの独立を求めて1990年代後半に主に活動した。
コソボ解放軍によるユーゴスラビア軍に対する攻勢は、1998年から1999年にかけてのコソボ紛争を引き起こした。これに対するユーゴスラビア軍およびセルビア人の準軍事組織による武力攻撃によって、コソボから多くのアルバニア人が脱出し、難民となった。この難民の流出は、NATOの国々や欧州連合、人道組織や西側諸国のメディアなどによって民族浄化が進行中であると報じられ 、その危機を食い止める目的でNATOが戦闘に介入することとなった。
紛争は、交渉の末の合意によって終わり、合意によって、地方の統治機構の設立や地域の地位の最終決定を含むすべてのコソボの統治と政治プロセスは国際連合の手にゆだねられることとなった。
なお、本項において地名呼称がセルビア語とアルバニア語で異なる場合、「アルバニア語呼称 / セルビア語呼称」のように表記している。

## 歴史

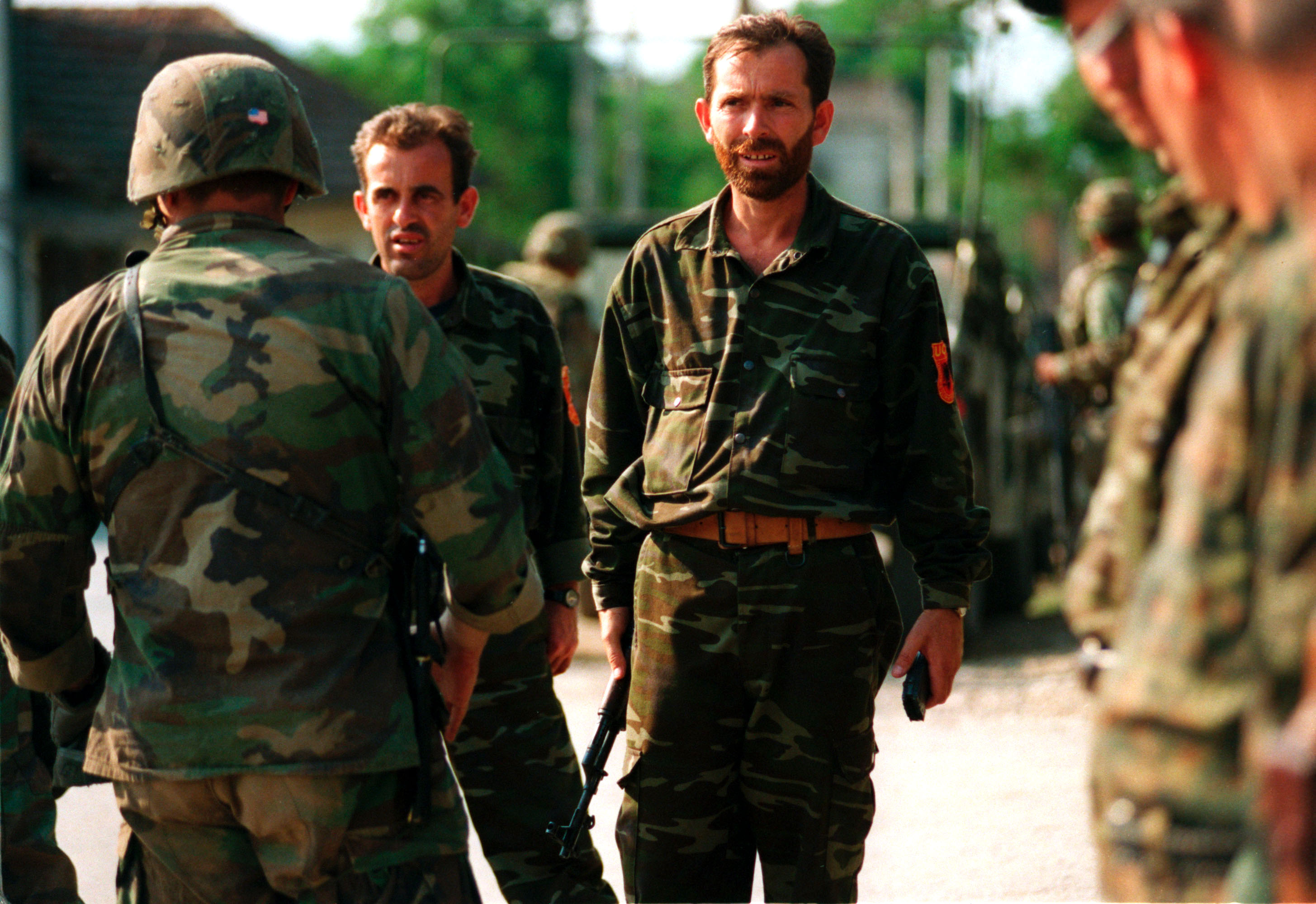
コソボ解放軍の兵士（手前にいるのはNATO軍のアメリカ兵）

コソボ解放軍の紋章

1996年2月、コソボ解放軍はコソボ西部において、セルビアの政府や警察署などを標的とした一連の攻撃を行った。セルビア人の統治者らはコソボ解放軍をテロリストと断じ、コソボでの治安部隊を増強した。これによって、コソボ解放軍はアルバニア人からの信頼を高める結果となった。

### 外国人戦力
コソボ解放軍の指導部にはスウェーデン、ベルギー、イギリス、ドイツ、アメリカ合衆国、フランスからの外国人も含まれていた
。30人から40人の義勇兵がクロアチア軍国際義勇機構からコソボ解放軍の兵士の訓練に参加した。
コソボ解放軍は通常、義勇軍の参加に対して感謝の姿勢を示すために義勇兵を故郷まで送り届けて報いた
。

## 1999年以降

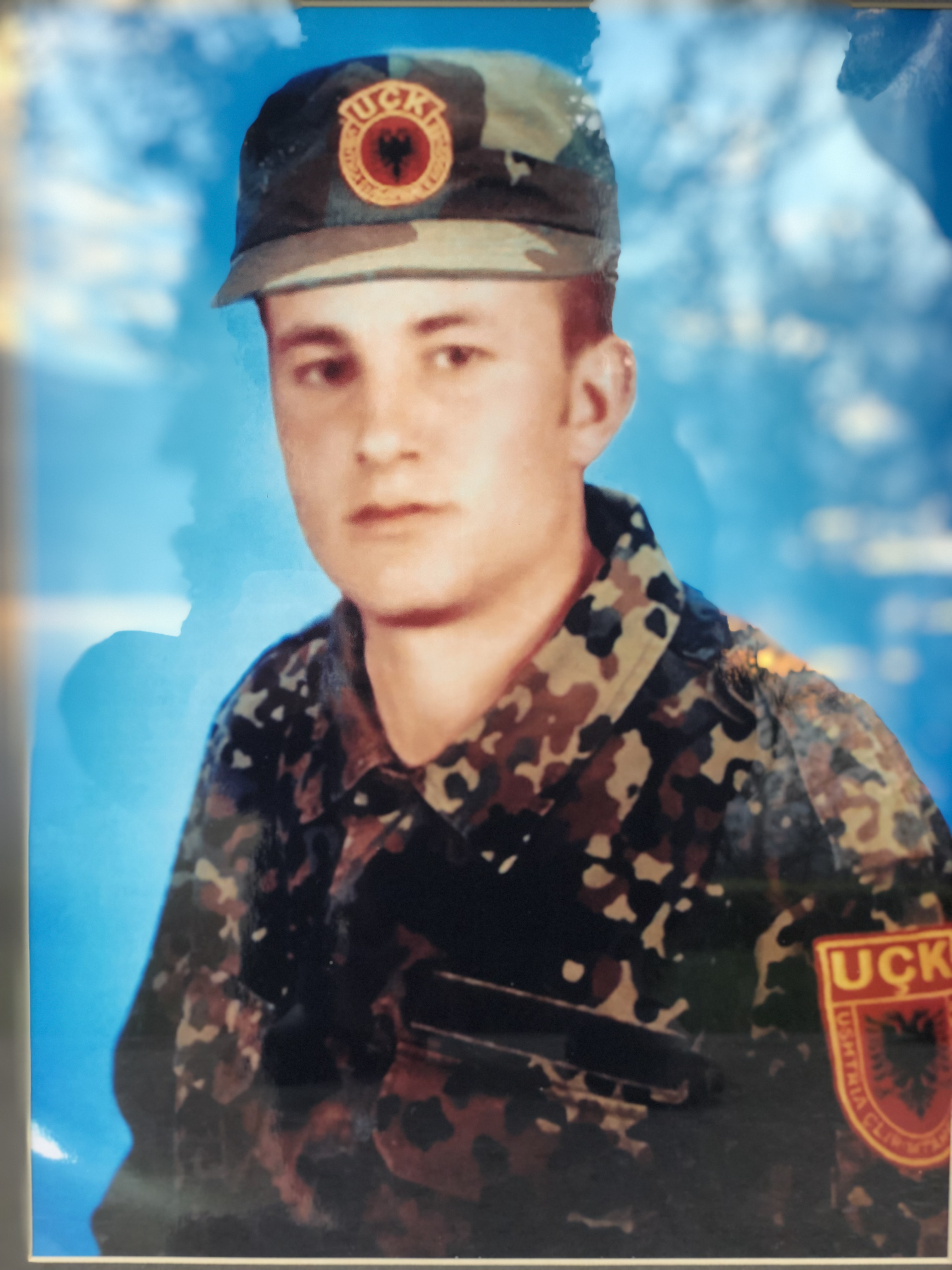
コソボ解放軍のアリジャ司令官

コソボ解放軍への信頼はコソボにおいて依然として強大である。コソボ解放軍の元メンバーらはコソボの政治に強い影響力を持っている。コソボ解放軍のかつての政治部門の指導者であったハシム・サチはコソボ民主党の党首となり、2008年より2014年まで首相、また2016年より大統領を務めている。
コソボ解放軍の元軍事指導者アギム・チェク（Agim Çeku）は、紛争終結の後コソボの首相となった。セルビアの政府はチェクを戦争犯罪者とみなしており、チェクの首相就任はセルビアから非難を呼んだ。チェクは旧ユーゴスラビア国際戦犯法廷からの訴追は受けていない。
ラムシュ・ハラディナイ（Ramush Haradinaj）は、コソボ解放軍の元指揮官であり、2004年末よりコソボ首相を3カ月間ほど務めた後、ハーグの旧ユーゴスラビア国際戦犯法廷から訴追を受けた。ハラディナイは戦争犯罪の容疑で訴追されたが、すべての容疑で無罪とされた。その後、2017年から2020年まで再び首相を務めている。
ファトミル・リマイ（Fatmir Limaj）は、ハーグからの訴追を受けたコソボ解放軍の上級指揮官の一人であり、2005年11月に全ての容疑で無罪となった。リマイは2008年より2010年までコソボの交通・通信大臣、また2017年より2019年までハラディナイの下で副首相を務めた。
ハラディン・バラ（Haradin Bala）はコソボ解放軍の元看守であり、ラプシュニク（Llapushnik / Lapušnik）収容所での捕虜に対する虐待によって、2005年11月30日に13年の懲役を言い渡された。バラの収容所での任務は「収容所の非人道的な環境を作り、維持すること」であり、捕虜1名を拷問、9名の殺害に関与した。彼らは1998年7月25日から26日にかけて、収容所からベリシャ山地まで行軍させられ、殺害された。バラは判決に対して控訴した。2018年1月31日に死去。

## 外国からの支援
1996年、イギリスの週刊誌ザ・ユーロピアン（The European）は、フランスの専門家の次のような指摘を記事として掲載した。
ドイツの市民と軍事情報組織が、この反乱組織の訓練と装備強化に関与している。その目的は、バルカン半島地域にドイツの影響力を拡大することである。（…）コソボ解放軍は1996年に誕生し、ハンスイェールク・ガイガー（Hansjoerg Geiger）がBND（BND）のトップに就任した時期と重なる。BNDの人員らは、コソボ解放軍の首脳部のために、50万人のアルバニアのコソボ出身者から戦闘員を募る仕事に携わっている。
ドイツ議会の元相談役であるマティアス・キュンツェル（Matthias Küntzel）は後に、ドイツの秘密外交は、コソボ解放軍をその誕生の時から組織的に支援していたとの証明を試みた。
ジェームス・ビセット（James Bissett）は1990年の時点でユーゴスラビア、ブルガリア、およびアルバニアの大使であり、辞職後に、ロシア政府が新しい出入国管理機関を設立するのを援助するモスクワの国際機構の首班の地位についた。ビセットは、「1998年以来、中央情報局1はイギリス特殊武装隊の支援の下、コソボでの武装反乱を支援する目的でアルバニアでコソボ解放軍の兵士を訓練し武装支援していた。（…）NATOが介入するとき、希望はコソボの側にある」と書いている。コソボ解放軍の代表者ティム・ユダフ（Tim Judah）によると、ユダフは1996年あるいはそれ以前の時点で既にアメリカ合衆国、イギリス、スイスの情報機関の職員と接触している。ザ・サンデー・タイムズ（The Sunday Times）によると、アメリカの情報機関のエージェントらはNATOがユーゴスラビア空爆を始める前からコソボ解放軍の訓練に携わっていた。

## 報告されている虐待行為
コソボ解放軍によって行われた紛争中および紛争後に行われた戦争犯罪について報告されている。犯罪行為は、セルビア人やその他の少数民族（主にロマ）、そしてセルビア人の当局に協力していると見られたアルバニア人に対してもなされている。。2001年のヒューマン・ライツ・ウォッチによると、次のように報告されている: 
コソボ解放軍は複数の虐待行為の責任がある。その中には、セルビア人や、セルビア人の国家に協力しているとみられたアルバニア人に対する殺害も含まれる
コソボ解放軍はまた、紛争終結後のセルビア人、ロマ、その他の非アルバニア人の少数民族、そしてアルバニア人の政敵に対する攻撃の責任がある。（…）広域的かつ組織的なセルビア人、ロマ、その他少数民族の家屋への放火、正教会の聖堂や修道院への破壊行為、人々を家、故郷から立ち退かせることを目的とした迫害や脅迫、（…）コソボ解放軍の構成者らは明らかにこれらの多くの犯罪に対して責任がある。 
ユーゴスラビア連邦共和国の当局はコソボ解放軍をテロリストと見なしている。セルビア政府もまた、コソボ解放軍が、アルバニア人を含む各民族の市民少なくとも3,276人を殺害あるいは拉致したと報告している
コソボ解放軍による正確な被害者の数は不明である。セルビア政府の報告によると、1998年1月1日から1999年6月10日までの間に、コソボ解放軍は998人を殺害し、287人を拉致したとしている。NATOがコソボを占領している1999年6月10日から2001年11月11日までの間に、847人が殺害され、1,154人が拉致されている。この数値には市民と治安部隊の隊員の双方が含まれる。最初の期間では、335人が市民であり、230人が警察官、72人は不明である。民族別では、殺害された者のうち87人はセルビア人、230人はアルバニア人、18人はその他である。セルビアおよびユーゴスラビア軍が撤退した1999年6月より後で、全ての被害者は市民であり、その大多数はセルビア人であった。ヒューマン・ライツ・ウォッチによれば、1999年6月12日以降、セルビア人とロマあわせて1000人が殺害されるか行方不明である
旧ユーゴスラビア国際戦犯法廷の主任検事カルラ・デル・ポンテは、自身の著書のなかで、コソボ紛争が終結した1999年以降に臓器取引がなされた複数の例があるとしている。それらの主張はいずれも、コソボやアルバニアの当局からは否定されている。コソボの当局はこれらの主張をでっちあげであるとして否定しており、旧ユーゴスラビア国際戦犯法廷はこれらの主張を裏付ける信頼できる証拠は見つかっていないとしている。しかし、2014年にその後の調査で臓器売買などの疑惑が裏付けられたとEUが発表し、2015年にはコソボ側と協議した上で法廷を設置した。2019年に首相のラムシュ・ハラディナイが捕虜の臓器密売に関してハーグの特別法廷に聴取を要請されたとして首相を辞任。2020年に特別法廷は現大統領のハシム・サチやコソボ民主党の党首で紛争時の情報機関トップであるカドリ・ベセリ元国会議長らを紛争時におけるセルビア人やアルバニア人に対する迫害や拉致、拷問、虐殺行為、臓器売買疑惑などで起訴し、それにあたってサチとベセリが特別法廷に対して何度も妨害行為を行っていたことが発表された。同年11月5日にハシム・サチが自身の訴追が確定したことを受け辞任を表明し、当日に逮捕され特別法廷へと移送された。